# Борселе
Борселе (нід. Borsele) — громада в провінції Зеландія (Нідерланди).

## Географія
Територія громади займає 194,52 км², з яких 141,57 км² — суша і 52,95 км² — водна поверхня. Станом на лютий 2020 року у громаді мешкає 22 732 особи.
Громада Борселен знаходиться на півострові Зейд-Бевеланд, на крайньому південному заході Нідерландів, в провінції Зеландія. Вона розташована на північному березі Західної Шельди. ЇЇ назва пишеться з одним «с», на відміну від району Borssele (що також входить в громаду Борселе), де знаходиться єдина АЕС Нідерландів, яка продовжує виробляти електроенергію. До складу Борселе входять 15 районів, мерія знаходиться в Хейнкензанді.
З березня 2003 року Борселе сполучено тунелем з протилежним берегом Західної Шельди, з містом Тернезен.